# Heterorachis turlini
Heterorachis turlini là một loài bướm đêm trong họ Geometridae.